# Кредитное товарищество
Кредитное товарищество — вид кооперативного учреждения мелкого кредита, существовавший в Российской империи. Введены Положением об учреждениях мелкого кредита, принятым 1 (13) июня 1895 года, в дополнение к существовавшим ссудо-сберегательным товариществам и отличались от последних отсутствием паевых взносов, что создавало условия для более широкого доступа к мелкому кредиту малообеспеченных слоев населения, и в первую очередь крестьян. Источниками средств для открытия кредитных товариществ могли служить кредиты Государственного банка, выдаваемые под ручательство участников товарищества на срок до 12 месяцев, пожертвования земских, общественных, частных учреждений и лиц.

## Принципы управления кредитным товариществом
Высшим органом кредитного товарищества являлось общее собрание товарищей кредитного товарищества, а с 1904 года также собрание уполномоченных. Его ведению подлежало рассмотрение и утверждение всех правил по операциям товарищества, а также сметы и годовых отчетов; назначение процентов по ссудам, вкладам и займам; разрешение жалоб на правление и наблюдательный совет.
Правление вело все дела товарищества. К его обязанностям относилось: составление правил деятельности товарищества, разрешение и выдача ссуд, прием и возврат вкладов. Члены правления выбирались на общем собрании товарищей закрытым голосованием.
Наблюдательный совет следил за тем, чтобы исполнялся устав товарищества, правила и постановления общего собрания. Наблюдательный совет следил за сохранностью капитала и имущества товарищества. Для этого совет проверял не реже одного раза в месяц наличные деньги, процентные бумаги и другое имущество и сверял их с бухгалтерскими реестрами. На наблюдательном совете лежала проверка годового отчета и представление его общему собранию со своим заключением. Члены наблюдательного совета избирались на общем собрании товарищей закрытым голосованием.

## Операции кредитных товариществ
Кредитные товарищества осуществляли два вида операций — операции со своими членами и операции с любыми лицами.
Кредитные товарищества могли выдавать ссуды только своим членам.
Операции по привлечению вкладов могли осуществляться с любыми лицами.
Основной операцией товарищества была выдача ссуд. Ссуды выдавались только членам кредитного товарищества либо по личному доверию, либо по поручительству, либо под залог. Кредит каждому члену товарищества может быть назначен не выше определённой при учреждении товарищества суммы. Назначение, изменение или закрытие кредитов возлагалось общим собранием на правление или совет, либо на оба этих органа управления. Выдавая ссуду, правление товарищества справлялось у заемщика, на что она ему нужна, и давало деньги только на полезное дело. Товарищество для выдачи ссуд берет деньги из основного капитала, который каждое кредитное товарищество должно иметь в размере не менее суммы, установленной в уставе товарищества при его учреждении. Основной капитал формировало кредитное товарищество за счёт ссуд государства или предприятий и частных лиц. Для расширения дела кредитное товарищество принимало вклады и привлекало займы. Общее собрание устанавливало подробные правила по вкладам, определяло наименьший и наибольший их размер; ограничивало их общую сумму, назначало по ним сроки выплаты и процент.

## История кредитных товариществ
В 1896 году был принят образцовый устав кредитного товарищества. За деятельностью кредитных товариществ устанавливался надзор со стороны инспекторов мелкого кредита — чиновников местных отделений и контор Государственного Банка, имевших широкие полномочия, в том числе право ревизии деятельности кредитных товариществ, контроля над соблюдением устава, право созыва внеочередных собраний и отстранения от работы выборных должностных лиц товарищества.
Первые кредитные товарищества были открыты в 1897 году в Полтавской губернии.
В 1904 году было принято новое Положением об учреждениях мелкого кредита. В соответствии с данным положением было образовано Управление по делам мелкого кредита, в ведение которого было передано осуществление надзора за кредитными товариществами. В дальнейшем наблюдался устойчивый рост числа кредитных товариществ.
| Год  | Количество кредитных товариществ |
| ---- | -------------------------------- |
| 1900 | 25                               |
| 1904 | 306                              |
| 1905 | 537                              |
| 1911 | 4545                             |
| 1913 | 7578                             |

В годы Первой мировой войны многие кредитные товарищества стали выполнять функции потребительских обществ.
Кредитные товарищества были ликвидированы в первые годы советской власти путём объединения с потребительскими обществами.